# Jerżet Żarłykasyn
Jerżet Żarłykasyn (kaz. Ержет Жарлыкасын; ur. 26 sierpnia 2000) – kazachski zapaśnik walczący w stylu klasycznym. Wicemistrz świata w 2024.
Złoty medalista mistrzostw Azji w 2024. Trzeci na mistrzostwach Azji U-23 w 2022 roku.